# Bloodbath
Bloodbath är ett death metalband som bildades i Stockholm 1998. 

## Historia

### Bildandet och Breeding Death (1998 – 2001)
Bloodbath bildades 1998 av sångaren Mikael Åkerfeldt (Opeth), gitarristen Anders Nyström (Katatonia), basgitarristen Jonas Renkse (Katatonia) och trummisen Dan Swanö (Edge of Sanity). Medlemmarna själva beskrev sin musikstil som "en tribut till den old-school death metal som regerade under slutet av 1980-talet och framåt".[källa behövs] År 2000 gavs EP:n Breeding Death ut.

### Resurrection Through Carnage och Nightmares Made Flesh (2002 – 2004)
Två år senare släpptes debutalbumet Resurrection Through Carnage. Mikael Åkerfeldt kallade albumet "tio låtar av den renaste form av vinter som death metal". År 2004 gav gruppen ut sitt andra fullängdsalbum, Nightmares Made Flesh. Peter Tägtgren (Hypocrisy, Pain) sjunger på albumet eftersom Åkerfeldt hade valt att hoppa av bandet för att kunna satsa på Opeth istället. Dan Swanö bytte även instrument till gitarr och ersattes som trummis av Martin "Axe" Axenrot (Opeth, Witchery). Denna nya uppsättning lade till en mängd av utmanande variation och färsk intensivitet till Bloodbaths kompositioner (men nu även få tillfälle att kunna spela livekonserter).

### The Wacken Carnage (2005)
Bloodbaths första liveframträdande någonsin var på Wacken Open Air-festivalen i Tyskland, Augusti 2005. Peter Tägtgren skulle dock inte stå för sången på grund av motstridande scheman och hade lämnat bandet innan spelningen. Bandet meddelade att Mikael Åkerfeldt gjorde en kort comeback för spelningen. Detta framförande filmades och har släppts på dvd, The Wacken Carnage. Ett år efter spelningen på Wacken, så bestämde sig bandet att gå skilda vägar med Dan Swanö och ersatte honom med Per "Sodomizer" Eriksson (21 Lucifers, Genocrush Ferox).

### Unblessing The Purity och The Fathomless Mastery (2006 – )
Peaceville Records hade blivit alltmer imponerade av bandet och ett kontrakt hos dem var snabbt påskrivet. Det första alstret hos Peaceville var bandets andra EP, Unblessing The Purity, som gavs ut i limiterad kvantitet på internet, den 10 mars 2008. Okänt för nästan alla, till och med skivbolaget, var att den forne sångaren Mikael Åkerfeldt var tillbaka vid mickstativet. 2008 gav bandet ut The Fathomless Mastery, med samma uppsättning som vid föregående mini-cd, Unblessing the Purity. Den 21 juli 2009 meddelade Bloodbath via sin hemsida att de hade bytt management till Northern Music Company, som bland annat har Opeth, Paradise Lost och Katatonia i sitt stall.
Den 25 april 2011 utgavs videon Bloodbath Over Bloodstock. DVD:n är inspelad på Bloodstock-festivalen i augusti 2010.

## Medlemmar
Nuvarande medlemmar
- Anders Nyström ("Blakkheim") – gitarr (1998– )
- Martin Axenrot ("Axe") – trummor (2004– )
- Nick Holmes ("Old Nick") – sång (2014– )

Tidigare medlemmar
- Jonas Renkse ("Lord Seth") – bas (1998–2023)

- Dan Swanö – trummor (1998–2004), gitarr (2004–2006)
- Mikael Åkerfeldt – sång (1998–2004, 2006, 2008–2012)
- Peter Tägtgren – sång (2004–2005)
- Per Eriksson ("Sodomizer") – gitarr (2007–2017)
- Joakim Karlsson – gitarr (2018–2019)

Turnerande medlemmar
- Tomas Åkvik ("Plythe") – gitarr (2017–2024)
- Niklas Sandin – bas (2018)
- Waltteri Väyrynen – trummor (2018– )
- Daniel Moilanen ("Mojjo") – trummor (2022)

## Diskografi
Studioalbum
- Resurrection Through Carnage (2002)
- Nightmares Made Flesh (2004)
- The Fathomless Mastery (2008)
- Grand Morbid Funeral (2014)
- The Arrow of Satan Is Drawn (2018)
- Survival Of The Sickest (2022)

Livealbum
- The Wacken Carnage (2008)

EP
- Breeding Death (2000)
- Unblessing The Purity (2008)

Singlar
- "Beyond Cremation (Underground Mix)" (2014)

Video
- Bloodbath Over Bloodstock (DVD) (2011)